# Skjern Hovedgård
Skjern Hovedgård er en herregård i Skjern Sogn, i det tidligere Middelsom Herred, nu Viborg Kommune: Den ligger ved Nørreå ca. 17 km vest for Randers. 
Få hundrede meter fra gården ligger voldstedet fra det tidligere Skjern Slot, som kendes tilbage til 1300-tallet hvor Peder Vendelbo, der var marsk for Christoffer 2., ejede det. Det menes at det blev ødelagt af kejserlige tropper i 1626 efter Christian 4.s nederlag i Trediveårskrigen. Voldstedet har tidligere været en ø i en nu udtørret sø. Det firefløjede slot var opført af munkesten på et fundament af nedrammede egepæle.
Runestenen Skjern 2 blev fundet i 1843 i fundamentet til en trappe i ruinen af Skjern Slot. 
Den nuværende gård blev opført i slutningen af 1600-tallet af sten fra det gamle slot.

## Eksterne kilder og henvisninger
- J.P. Trap Danmark, 4. udgave, 1925

56°27′3″N 9°45′4″Ø / 56.45083°N 9.75111°Ø